# Paul Hinckley Délano
Paul (Pablo) Hinckley Délano Ferguson, (n. Nueva York, 2 de abril de 1806 - Valparaíso, 11 de febrero de 1881), Industrial chileno-estadounidense, Cónsul de Estados Unidos en Talcahuano de 1838 a 1845. Participó en las guerras de independencia, en la liberación del Perú y expulsión de los españoles, junto a Lord Cochrane en Valdivia y El Callao.

## Biografía
Nació en 1806 en Nueva York, fue hijo del Capitán de Navío, Paul Délano Tripp y de Ann Ferguson, viajó a Chile junto con su padre en 1819 que había sido contratado por el gobierno chileno como oficial de la naciente escuadra nacional. A pesar de su corta edad tiene responsabilidad como guardiamarina y lugarteniente de su padre en la fragata Curiazo, recientemente adquirida por los patriotas.
En 1820 y con 14 años, bajo las órdenes de Lord Thomas Cochrane participa en la Toma de Valdivia, gracias a su desempeñó Cochrane lo recluta como oficial en la liberación del Perú, participando en el tercer bloqueo del Callao donde actuó en la captura de la fragata Esmeralda.
Luego de radicarse en Chile castellaniza su nombre a Pablo, nombre que usó tanto en forma informal como en documentos públicos hasta su muerte. En 1826 contrajo matrimonio con Teresa Edwards Ossandón, una integrante de la poderosa familia chilena de los Edwards, dejando una importante descendencia de 14 hijos. Viudo casa con María de las Mercedes Biggs Cooper, también con descendencia. Por razones de negocios de la familia Délano emigró a Penco, cerca de Talcahuano (Concepción) donde ejerció como cónsul de EEUU. Para dicho lugar agrícola importó molinos desde Estados Unidos y tras comenzar una fortuna en Tomé fundó la Fabrica de Paños Nacionales Bellavista que tendrá una excepcional importancia económica en la historia de Chile. Con el desarrollo de la Revolución industrial ante la necesidad de carbón que esta demandaba, será uno de los primeros en explorar y explotar minas de Coronel. Tuvo un hijo reconocido con Maria del Tránsito Campos y Galvan y 5 reconocidos con Petronila Rojas Rojas. En total, tuvo 26 hijos. Todos mencionados en su testamento.